# Sen Csung-hszien
Sen Csung-hszien, névváltozat: Sen csung-hien (1260 körül alkotott) kínai író.
Életéről mindössze annyit tudunk, hogy családja Csentingből származott, ő maga pedig Dél-Kínában volt hivatalnok. A ca csü műfajában alkotott, tizenegy színművének címét ismerjük, amelyek közül mindössze három maradt fenn. Ezek közül kettő történelmi tárgyú, a harmadik (Liu Ji csuan su, Liu Ji levelet visz) egy Tang-kori csian csi-n alapuló szerelmes történetet mesél el.